# تحديد الأسعار

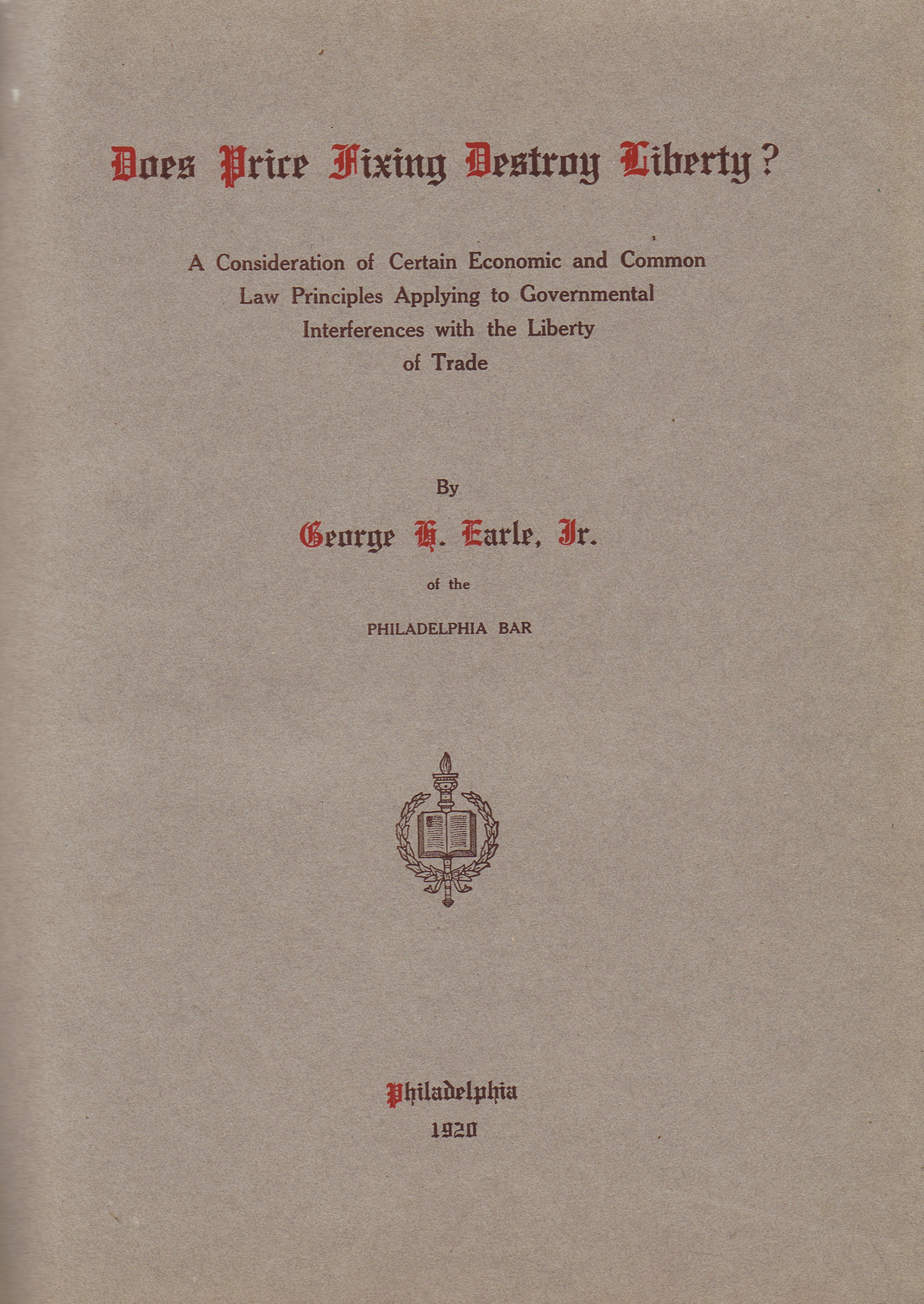
هل تحديد الأسعار تدمير للحرية؟ (1920) جورج هاورد إيرل، الابن.

تحديد الأسعار هو اتفاق بين المشاركين على نفس الجانب في السوق لشراء أو بيع منتج أو خدمة أو سلعة فقط بسعر ثابت، أو الحفاظ على ظروف السوق بحيث يتم الحفاظ على السعر عند مستوى معين عن طريق التحكم في العرض والطلب.
قد يكون الهدف من تثبيت الأسعار هو دفع سعر المنتج إلى أعلى مستوى ممكن، مما يؤدي عموما إلى أرباح لجميع البائعين ولكن قد يكون له أيضا هدف إصلاح أو ربط أو خصم أو استقرار الأسعار. السمة المميزة لتحديد الأسعار هي أي اتفاق بشأن السعر، سواء كان صريحًا أو ضمنيًا.
يتطلب تحديد الأسعار تآمر بين البائعين أو المشترين. الغرض من ذلك هو تنسيق التسعير من أجل المنفعة المتبادلة للتجار. على سبيل المثال، قد تتآمر الشركات المصنعة وتجار التجزئة للبيع بسعر «التجزئة» المشترك؛ تعيين الحد الأدنى المشترك لسعر البيع، حيث يتفق البائعون على عدم خصم سعر البيع لأقل من الحد الأدنى المتفق عليه من السعر؛ شراء المنتج من مورد بسعر أقصى محدد؛ والتمسك بكتاب الأسعار أو قائمة الأسعار؛ والانخراط في الإعلانات السعرية التعاونية. توحيد شروط الائتمان المصرفي المقدمة للمشترين؛ استخدام بدلات تجارية موحدة؛ خصومات نقدية محددة؛ التوقف عن الخدمة المجانية أو إصلاح سعر مكون من الخدمة الشاملة؛ تلتزم بشكل موحد بأسعار أعلن عنها سابقا وشروط البيع. وضع تكاليف وهوامش ربح موحدة، فرض رسوم إضافية إلزامية، خفض هادف الإنتاج أو المبيعات من أجل فرض رسوم أعلى على الأسعار؛ أو تشارك أو تجمع بشكل مقصود الأسواق أو الأقاليم أو العملاء.
يسمح بتحديد الأسعار في بعض الأسواق ولكن ليس في الأسواق الأخرى؛ في الأسواق المسموح به فيها، غالبا ما يعرف باسم حفظ سعر إعادة البيع أو حفظ سعر التجزئة.
في الاقتصاديات التقليدية المحدثة، يكون تحديد الأسعار غير فعالا. إن الاتفاق المناهض للمنافسة بين المنتجين لتحديد أسعار أعلى من سعر السوق ينقل بعض فائض الاستهلاك إلى هؤلاء المنتجين ويؤدي أيضا إلى خسارة فادحة.
يمكن مقاضاة تحديد الأسعار الدولية التي تحددها الكيانات الخاصة بموجب قوانين مكافحة الاحتكار في العديد من البلدان. من الأمثلة على الاتفاقات الاحتكارية الدولية التي تمت ملاحقتها هي تلك التي تتحكم في أسعار ومخرجات الليسين وحامض الستريك وأقطاب الجرافيت والفيتامينات المتراكمة.

## الوضع القانوني

### الولايات المتحدة
في الولايات المتحدة الأمريكية، يمكن ملاحقة تحديد الأسعار باعتبارها جريمة اتحادية جنائية بموجب القسم 1 من قانون شيرمان لمكافحة الاحتكار.
يجب أن تتولى وزارة العدل الأمريكية معالجة الملاحقات الجنائية، ولكن لجنة التجارة الاتحادية لها أيضا ولاية قضائية فيما يتعلق بانتهاكات مكافحة الاحتكار المدني. يجلب العديد من وكلاء النيابة العامة قضايا مكافحة الاحتكار ولديهم مكاتب لمكافحة الاحتكار مثل فرجينيا ونيويورك وكاليفورنيا.
يجوز للأفراد أو المنظمات الخاصة رفع دعاوى قضائية عن الأضرار الثلاثية لانتهاكات مكافحة الاحتكار، واستنادا إلى القانون، يستردون أتعاب المحاماة والتكاليف التي تنفق على الملاحقة قضائية.
بموجب القانون الأمريكي، فإن تبادل الأسعار بين المنافسين يمكن أيضا أن ينتهك قوانين مكافحة الاحتكار. يشمل ذلك تبادل الأسعار بقصد تحديد الأسعار أو التبادل الذي يؤثر على أسعار المنافسين الفرديين. الدليل على أن المنافسين قد يتقاسموا الأسعار يمكن أن يستخدم كجزء من الأدلة على اتفاق غير قانوني لتحديد الأسعار. ينصح الخبراء عموما بأن يتجنب المنافسون حتى ظهور الموافقة على السعر.
منذ عام 1997، قسمت المحاكم الأمريكية سعرها إلى فئتين: تحديد السعر الأقصى الرأسي والأفقي. يشمل تحديد السعر الرأسي محاولة الشركة المصنعة للسيطرة على سعر منتجها في البيع بالتجزئة. في قضية شركة النفط الحكومية ضد خان، رأت المحكمة العليا الأمريكية أن تحديد الأسعار الرأسية لم يعد يعتبر انتهاكا في حد ذاته لقانون شيرمان، ولكن لا يزال تحديد السعر الأفقي يعتبر خرقا لقانون شيرمان. أيضا في عام 2008، وافق المدعى عليهم من الولايات المتحدة ضد شركة إل جي ديسبلاي، الولايات المتحدة ضد أنابيب تشونغوا بكتشرز، والولايات المتحدة ضد شركة شارب، سمعت في المنطقة الشمالية من ولاية كاليفورنيا، على دفع مجموعه 585 مليون دولار إليها وتسوية ملاحقاتهم للتآمر لتحديد أسعار شاشات الكريستال السائل. كان هذا ثاني أكبر مبلغ يمنح بموجب قانون شيرمان في التاريخ.

### كندا
في كندا، تعتبر جريمة جنائية بموجب المادة 45 من قانون المنافسة. يعتبر تزوير العطاءات شكلا من أشكال تحديد الأسعار وهو غير قانوني في كل من الولايات المتحدة (قانون شيرمان رقم 1) وكندا (المادة 47 من قانون المنافسة). في الولايات المتحدة، تعتبر الاتفاقات الطامحة إلى إصلاح أو رفع أو تخفيض أو تثبيت أو تحديد سعر آخر غير قانونية في حد ذاتها. لا يهم إذا كان الثمن المتفق عليه معقولا أو لسبب جيد أو إيثاري أو أن الاتفاق غير معلن وضمني. في الولايات المتحدة، يشمل تحديد الأسعار أيضا اتفاقات لإبرام الأسعار نفسها، وأسعار الخصم (حتى وإن كانت تستند إلى الحاجة المالية أو الدخل)، أو تحدد شروطا ائتمانية، أو تتفق على جدول أسعار أو مقياس، وتعتمد صيغة موحدة لتحديد الأسعار، حظر الأسعار، أو الموافقة على الالتزام بالأسعار التي يتم الإعلان عنها.
على الرغم من أن تحديد الأسعار عادة ما يعني أن البائعين يتفقون على السعر، فإنه يمكن أن تشمل أيضا اتفاقات بين المشترين لإصلاح السعر الذي سوف يستخدمونه لشراء المنتجات.

### أستراليا
يعتبر تحديد الأسعار غير قانوني في أستراليا بموجب قانون المنافسة والمستهلك لعام 2010، مع حظر مماثل إلى حد كبير على الحظر الأمريكي والكندي. تتولى لجنة المنافسة والاستهلاك الأسترالية إدارة هذا القانون وإنفاذه، وتنص المادة 48 من قانون المنافسة والمستهلك لعام 2010 صراحة على أنه «لا يجوز للمشترين أن يمارسوا صيانة سعر إعادة البيع». هناك فهم أوسع للحكم القانوني في القسم 96 (3) من قانون المنافسة والمستهلك لعام 2010، الذي يحدد على نطاق واسع ما يمكن أن يكون صيانة سعر إعادة البيع.

### نيوزيلندا
يحظر القانون النيوزيلندي تحديد الأسعار، من بين معظم السلوكيات الأخرى المنافية للمنافسة بموجب قانون التجارة لعام 1986. يغطي القانون ممارسات مماثلة لممارسات القانون الأمريكي والكندي، وتنفذه لجنة التجارة.

### الاتحاد الأوروبي
بموجب برنامج التساهل الذي تتبعه المفوضية الأوروبية، ترى شركات كشف الفساد التي تتعاون مع هيئة مكافحة الاحتكار أن عقوباتها المحتملة قد تم إزالتها أو خفضها.

#### المملكة المتحدة
قانون المنافسة البريطاني يحظر تقريبا أي محاولة لإصلاح الأسعار.
كان اتفاق القيمة الدفترية اتفاقا عاما بين بائعي الكتب في المملكة المتحدة في الفترة من 1900 إلى 1991 لبيع الكتب الجديدة فقط بسعر التجزئة الموصى به لحماية عائدات المكتبات الصغيرة. انهارت الاتفاقية في عام 1991، عندما بدأت سلسلة الكتب الكبيرة ديلونس بخصم الكتب، تليها أحجار المياه المتنافسة.
مع ذلك، لا يزال تحديد الأسعار القانونية في صناعة توزيع المجلة والصحف. يخضع البائعون الذين يبيعون بسعر التغطية أدناه لسحب العرض. أعطى مكتب التجارة العادلة موافقته علىالوضع الراهن.

## الإعفاءات
عندما يتم التصديق على اتفاق السيطرة على الأسعار بموجب معاهدة متعددة الأطراف أو تدخلها دول ذات سيادة بدلا من الشركات الفردية، يمكن حماية اتفاقية الاحتكار من الدعاوى القضائية والملاحقة الجنائية لمكافحة الاحتكار. هذا هو السبب في عدم ملاحقة أوبك، وهي منظمة البترول العالمية، أو رفع دعوى قضائية ضدها بموجب قانون مكافحة الاحتكار الأمريكي.
تحدد أسعار تذاكر الطيران الدولية بالاتفاق مع الاتحاد الدولي للنقل الجوي، وهي ممارسة يوجد فيها إعفاء محدد في قانون مكافحة الاحتكار.

## أمثلة

### أقراص مدمجة
بين عامي 1995 و 2000 وجد أن شركات الموسيقى قد استخدمت اتفاقيات التسويق غير المشروعة مثل الحد الأدنى من التسعير المعلن لتضخيم اصطناعي أسعار الأقراص المدمجة من أجل إنهاء حروب الأسعار من قبل الخصم مثل بست باي وتارجت في 1990s في وقت مبكر. تشير التقديرات إلى أن العملاء قد فاقروا ما يقرب من 500 مليون دولار و 5 دولارات لكل ألبوم. وتضمنت التسوية في عام 2002 ناشري الموسيقى والموزعين؛ سوني للترفيه الموسيقي ،موسيقى وارنر، مجموعة موسيقى برتلسمان، موسيقى إيمي ، مجموعة يونيفرسال الموسيقية. فضلا عن تجار التجزئة موسيلاند، عبر العالم الترفيهى وتجسيلات تاور. في ردها على تحديد الأسعار، وافقوا على دفع غرامة قدرها 67.4 مليون دولار لتوزيع 75.7 مليون دولار في أقراص مدمجة للجماعات العامة وغير الربحية.

### ذاكرات الوصول العشوائي الديناميكي
في أكتوبر 2005، اعترفت الشركة الكورية سامسونج بالتآمر مع شركات أخرى، بما في ذلك انفينيون وأشباه موصلات هاينكس، لإصلاح سعر شرائح ذاكرة الوصول العشوائي الديناميكي (دي رام). كانت سامسونغ الشركة الثالثة التي يتم اتهامها في اتصال مع الكارتل الدولي وغرامة 300 مليون $، وهي ثاني أكبر عقوبة لمكافحة الاحتكار في تاريخ الولايات المتحدة.
في تشرين الأول / أكتوبر 2004، تلقى أربعة مدراء تنفيذيين من شركة انفينيون، وهي شركة لصناعة الرقائق الألمانية، أحكاما بالسجن لمدة تتراوح بين 4 و 6 أشهر في السجن الاتحادي و250.000 دولار من الغرامات بعد أن وافقوا على مساعدة وزارة العدل الأمريكية في تحقيقهم المستمر في المؤامرة.

### عطور
في عام 2006، غرمت حكومة فرنسا 13 علامة تجارية للعطور وثلاثة بائعين لتواطؤ الأسعار بين عامي 1997 و 2000. وتشمل العلامات التجارية لوريال (4.1 مليون يورو)، وباسيفيك كرييشن للعطور (90,000 يورو)، شانيل، سيفورا لوي فيتون (9.4 مليون يورو ) و ماريونود هاتشيسون وامبوا (12.8 ميلون يورو).

### شاشات العرض البلوري السائل
في عام 2008 في الولايات المتحدة، وافقت شركة إل جي ديسبلاي، تشونغوا بيكتيور تيوبيس و شركة شارب، على الاعتراف بالذنب ودفع 585 مليون دولار في الغرامات الجنائية للتآمر لتحديد أسعارشاشات الكريستال السائل.
ستدفع شركة إل جي ديسبلاي التي تتخذ من كوريا الجنوبية مقرا لها 400 مليون دولار، وهي ثاني أعلى غرامة جنائية فرضتها شعبة مكافحة الاحتكار في وزارة العدل الأمريكية. ستدفع تشونغوا 65 مليون دولار للتآمر مع شركة إل جي ديسبلاي وشركات أخرى لم تكشف عن اسمها، وستدفع شارب 120 مليون دولار، وفقا للقسم.
في عام 2010، فرض الاتحاد الأوروبي غرامة على (إل جي) بقيمة 215 مليون يورو من جانبها في نظام تحديد أسعار (إل سي دي). تم تغريم شركات أخرى بمبلغ إجمالي قدره 648.9 مليون يورو، بما في ذلك تشيمي إنولوكس، أو أوبترونيكس أو، تشونغوا بيكتيور تيوبيس (إل تي دي)، ومنظمة هانستار ديسبلاي. قالت شركة إل جي ديسبلاي إنها تدرس جاذبية الغرامة.

### سوق الشحن الجوي
في أواخر عام 2005 / أوائل عام 2006، تقدمتلوفتهانزا وفيرجين أتلانتيك بتورطهما في خطط كبيرة لتحديد الأسعار للشحنات الإضافية للركاب والركاب شاركت فيها 21 شركة طيران منذ عام 2000 (من بينها الخطوط الجوية البريطانية وكوريا للطيران والخطوط الجوية الفرنسية). فرضت وزارة العدل الأمريكية غرامة على شركات الطيران بمبلغ 1.7 مليار دولار، ووجهت إلى 19 من المديرين التنفيذيين مخالفات وأربعة منهم حكم عليهم بالسجن.
في كانون الأول / ديسمبر 2008، رفعت لجنة التجارة النيوزيلندية دعوى قضائية ضد 13 شركة طيران في المحكمة العليا في نيوزيلندا. وفقا للجنة، فإن الناقلين «تواطأوا لرفع سعر [الشحن] بفرض رسوم على الوقود لأكثر من سبع سنوات». في عام 2013 كانت طيران نيوزيلندا الخطوط الجوية الأخيرة من ال13 رحلة التي انتهت.
أشارت اللجنة إلى أنها قد تشمل ما يصل إلى 60 شركة طيران. في عام 2009، ذكرت اللجنة أن سلطات المنافسة في الخارج تحقق أيضا في سوق الشحن الجوي، بما في ذلك الولايات المتحدة وأستراليا حيث فرضت غرامات.

## نقد التشريع
يدعيالليبراليون الاقتصاديون أن تثبيت الأسعار غير مستقر بطبيعته وأن التنظيم يضر أكثر مما ينفع.يمكن للشركة أحيانا الغش على الكارتل عن طريق خفض سعره سرا والتوسع في السوق. إذا كانت هناك حواجز منخفضة أمام الدخول، قد تدخل الشركات الجديدة السوق.
كما يقول الليبراليون أن التشريعات التي تحدد الأسعار تحد من الابتكار لأنها لا تشجع على إنشاء شركات منافسة.